# 呉侑珍
呉侑珍（オ・ユジン、朝: 오유진、ご ゆうちん、1998年6月11日 - ）は、韓国の囲碁棋士。ソウル市出身、韓国棋院所属、九段。プロ女流国手戦優勝2回、穹窿山兵聖杯世界女子囲碁選手権優勝など。

## 経歴
姉とともに父から囲碁を学び、小学3年の時に許壮会囲碁道場に入る。2010年大韓生命杯子供国手戦3位。2011年アマチュア女流国手戦で準優勝。
2012年初段。2013年アジアインドア・マーシャルアーツゲームズ女子団体戦に出場し銀メダル、韓国囲碁リーグ楽スターリーグ出場。2014年プロ女流国手戦ベスト4。2014、15年穹窿山兵聖杯世界女子囲碁選手権ベスト16。2015年おかげ杯国際新鋭対抗戦女子団体戦優勝、第1回韓国女子囲碁リーグに麟蹄郡チームで出場して10勝2敗で最多勝。2015、16年に女流名人戦で連続挑戦者となるが、いずれも崔精に0-2で敗退。
2016年メジオン杯オープン新人王戦ベスト8、穹窿山兵聖杯優勝、女流国手戦優勝し五段昇段。2016年韓国プロ棋士賞金ランキングで10位に入った（1億4500万ウォン） 国内で女流棋士が賞金だけで1億を越える収入を上げたのは崔精に続き2人目。2018年六段。2019年黄龍士双登杯で4人抜き、七段。2021年八段。同年女流国手戦優勝により昇段し、女流としては5人目の九段となる。2022年呉清源杯優勝。
2018年韓国囲碁リーグに正官庄チームで出場、中国女子囲棋甲級リーグ戦に武漢チームで出場、2023年に山西チームで優勝。韓国囲碁棋士ランキングでは2018年97位、2021年には76位、2024年7月に63位。

### タイトル歴
国際棋戦
- 穹窿山兵聖杯世界女子囲碁選手権 2016年
- IMSAエリートマインドゲームズ女子個人戦 2017年
- 呉清源杯世界女子囲碁選手権 2022年

国内棋戦
- プロ女流国手戦 2016、2021年
- 女流棋聖戦 2021年

### 他の成績
国際棋戦
- LG杯20周年記念新鋭挑戦者杯 2015年ベスト8
- 穹窿山兵聖杯世界女子囲碁選手権 2017年ベスト4、2018年準優勝
- 呉清源杯世界女子囲碁選手権 ベスト8 2019年、2020年、2021年、2024年
- 国手山脈杯国際囲棋戦 2016-17年ペア碁戦優勝（李昌鎬とペア）、2018年ペア碁戦 3位（高尾紳路とペア）
- ペア碁ワールドカップ 2016年3位（崔哲瀚とペア）、2019年準優勝（申眞諝とペア）
  - ペア碁ワールドカップ2022ジャパン ペア碁親善ドリームマッチ 2022年 呉侑珍、申眞諝○ - 上野愛咲美、芝野虎丸
- 日中韓ペア碁名人選手権 2017年準優勝（李昌鎬とペア）
- バッカス杯韓・中未来天元戦 2015年 0-2（×羋昱廷、×於之瑩）
- アジアインドア・マーシャルアーツゲームズ 2013年女子団体戦準優勝
- 黄龍士双登杯世界女子囲棋勝抜戦
  - 2015年 0-1（×宋容慧）
  - 2016年 1-1（○藤沢里菜、×於之瑩）
  - 2017年 2-0（○李赫、○於之瑩）
  - 2018年 2-1（○李赫、○上野愛咲美、×周泓余）
  - 2019年 4-1（○周泓余、○牛栄子、○李赫、○上野愛咲美、×陸敏全）
- 天台山農商銀行杯世界女子囲棋団体選手権戦
  - 2016年 準優勝（○張正平、○王晨星、○向井千瑛）
  - 2017年 優勝（○張凱馨、○謝依旻、○魯佳）
  - 2018年 2-1（×芮廼偉、○藤沢里菜、○楊子萱）
  - 2019年 3-0（○王晨星、○兪俐均、○謝依旻）
- 湖盤杯ソウル新聞世界女子囲碁覇王戦 2022年 0-1（×李赫）
- おかげ杯国際新鋭対抗戦
  - 2016年団体戦優勝（×於之瑩、○黒嘉嘉、○謝依旻、○於之瑩）
  - 2017年団体戦準優勝（○魯佳、○謝依旻、○兪俐均、○魯佳）
  - 2018年優勝（○謝依旻、×陸敏全、○蘇聖芳、○陸敏全）
  - 2019年優勝（○兪俐均、○周泓余、○上野愛咲美、○周泓余）
- IMSAエリートマインドゲームズ
  - 2016年女子団体戦優勝（○余瑾、×黒嘉嘉、○牛栄子、×曹又尹）
  - 2017年女子団体戦優勝
  - 2019年女子団体戦優勝
- アジア競技大会 2023年女子団体戦銀メダル

国内棋戦、その他
- 女流名人戦 挑戦者 2015、16年
- 女流棋聖戦 準優勝 2017年
- プロ女流国手戦 準優勝 2019年
- 湖畔杯女子最高棋士決定戦 2022年(第1回)準優勝、2022年(第2回)3位
- IBK企業銀行杯女子囲碁マスターズ 2024年準優勝
- 国際囲碁春香選抜大会プロ春香部 2024年準優勝[3]
- 韓国女子囲碁リーグ
  - 2015年（麟蹄降天）10-2（最多勝,MVP）
  - 2016年（麟蹄降天）9-5
  - 2017年（麟蹄天空下）10-4
  - 2018年（扶安コムソ塩）13-3
  - 2019年（扶安コムソ塩）8-4
  - 2020年（扶安コムソ塩）10-4
  - 2021年（順天湾国家庭園）11-3
  - 2022年（順天湾国家庭園）9-5
  - 2023年（順天湾国家庭園）8-6
  - 2024年（扶安赤い夕焼け）10-3
- GGオークション杯女流対シニア連勝対抗戦
  - 2015年 2-1（○金榮桓、○曺薫鉉、×劉昌赫）
  - 2016年 2-1（○徐奉洙、○金秀壮、×徐能旭）
  - 2018年 3-0（○白大鉉、○崔明勲、○李昌鎬）
  - 2019年 1-1（○韓鐘振、×金明完）
  - 2021年 4-1（○韓鐘振、○金承俊、○崔珪昞、○車敏洙、×安祚永）
  - 2022年 0-1（×趙漢乗）
  - 2023年 0-1（×李廷宇）
  - 2024年 1-1（○朱亨煜、×劉昌赫）
- ニュースピムGAM杯女子囲碁最強戦 2022年　0-2（×金恩持、×崔精）
- SG杯ペア碁最強戦 2016年準優勝（金志錫とペア）2018年優勝（金志錫とペア）
- 韓国囲碁リーグ
  - 2018年（正官庄皇眞丹）
- 中国全国囲棋選手権戦女子団体戦・中国女子囲棋甲級リーグ戦
  - 2015年（中国平煤神馬集団）6-1
  - 2016年（中国平煤神馬集団）5-2
  - 2017年（武漢晴川学院）6-1
  - 2018年甲級（武漢晴川学院）8-1
  - 2020年甲級（山西書海路鑫）5-3
  - 2021年甲級（山西書海路鑫）
  - 2023年甲級（山西書海路鑫）8-1（優勝）
  - 2024年甲級（成都銀行）7-2（優勝）